# Тетцели
Тетцели (нем. Tetzel von Kirchensittenbach (также Детцели или Тезели) — нюрнбергская патрицианская семья, по Танцевальному статуту 1521 г. входила в число двадцати старых семей, состоящих в совете. Тецели впервые были представлены во Внутреннем совете Нюрнберге в 1343 г. В 1736 г. мужская линия семьи вымерла.

## История
Тецели, вероятно, происходили из Верхнего Пфальца. Семья впервые упоминается в документе в 1326 году, когда Фриц (Фридрих) Тецель принял нюрнбергское гражданство. Фридрих Тецель стал членом внутреннего совета имперского города в 1343 году, но всего на один год. С 1345 года он приказал пристроить к Эгидиенкирхе часовню Тецель в качестве семейной усыпальнницы, что делает очевидным значение этой семьи в XIV в. Будучи «новым» гражданином, Фридрих Тецель также мог жениться на представителях солидной семьи Пфинцинг. Конрад Тецель, также из этой семьи, упоминается как настоятель монастыря Планкштеттен в 1362/63 году.. Более того, в 1381 году Иоганн Тетцель вместе с Петером Халлером владели крепостью и городом Лауф в Баварии-Ландсхут в качестве личной собственности (нем. Leibgedinge).
Молотковые мельницы Тальхайм и Хаунритц (недалеко от Вайгендорфа), вероятно, были старинными семейными владениями и основой торговли металлами и быстрого подъёма Фридриха Тетцеля в Нюрнберге. В 1383 году Йобст Тетцель также приобрел молотковую мельницу цу Сокау, и вместе с Андреасом Харсдёрфером — молотковую мельницу Энцендорф. Благодаря капиталу горнодобывающих предприятий и крупной торговле семья смогла рано проводить масштабные финансовые операции. Тетцели вместе с Галлерами, Гроссами и Штромерами принимали активное участие в сборе денег для приобретения маркграфства Бранденбург императором Карлом IV в 1373 г. В 1381 г. Йобст Тецель упоминается как банкир баварских герцогов Стефана III и Иоганна II. В 1387 г. — септемвир (один из семи старших членов совета) в фактической исполнительной власти Нюрнберга и был первым лицом, подписавшим Союз Молотов Верхнего Пфальца в 1387 году.
Горнодобывающая и плавильная промышленность, а также торговля металлами и металлическими изделиями были важнейшей частью бизнеса семьи на протяжении более двух столетий. Однако горнодобывающие компании Тетцеля не ограничивались только территорией вокруг Херсбрука, но также принимали участие в рудниках Фюреров фон Хаймендорф в Тюрингии. Торговые компании Тетцеля внесли значительный вклад в развитие торговли Нюрнберга позднего средневековья. В 1542—1544 гг. Ганс Тецель (1518—1571) организовал на Кубе добычу меди по поручению испанской короны.
В августе 1524 г. император Карл V возвел Тецелей в потомственное дворянство.
Семья также владела, среди прочего, Грефенбергом, Кирхензиттенбахом, Форрой и Артельсхофеном. Максимально Тецели владели 23 населённым пунктами, что делало их XVII в. одними из лидеров среди патрициата Нюрнберга. С момента приобретения Кирхензиттенбаха Тецели назвали себя в честь этого места, хотя возле Поммерсфельдена до 1622 г. существовала ветвь, владевшая Самбахом и называвшая себя Тецель ауф унд цу Самбах. После смерти Йобста Тетцеля (1503—1575) Кирхензиттенбах был разделен между Йобстом Фридрихом (который получил 21 ферму, а также конюшни замка и стекольный завод) и Карлом (22 фермы и кирпичный завод). Йобст Фридрих Тецель построил замок в Кирхензиттенбахе между 1590 и 1595 гг. Около 1670 г. Филипп Якоб Тецель создал в Энгельтале зоопарк и заповедник. Später wurde auf dieser Fläche ein «Salpetergarten» zur Gewinnung von Schießpulver angelegt.
Последний мужской представитель Тецелей Феликс Якоб умер в 1736 г.

## Герб
Герб: серебряный прыгающий кот в красном щите. Чехлы шлема красные и серебряные, из шлема высится кот.
В связи с аугментацией был дополнен двумя красными рогами буйвола на шлеме. Этот отрывок позже удалили, так что был добавлен только коронованный турнирный шлем. Кроме того, в дипломе Карла V от 1526 г. геральдическим животным назван лев, хотя и ранее и позже им была кошка.